# Sexey-les-Bois
Pour les articles homonymes, voir Sexey.
Sexey-les-Bois est une commune déléguée française située dans le département de Meurthe-et-Moselle en région Grand Est. Le 1er janvier 2019, la commune fusionne avec Velaine-en-Haye pour former Bois-de-Haye.

## Géographie

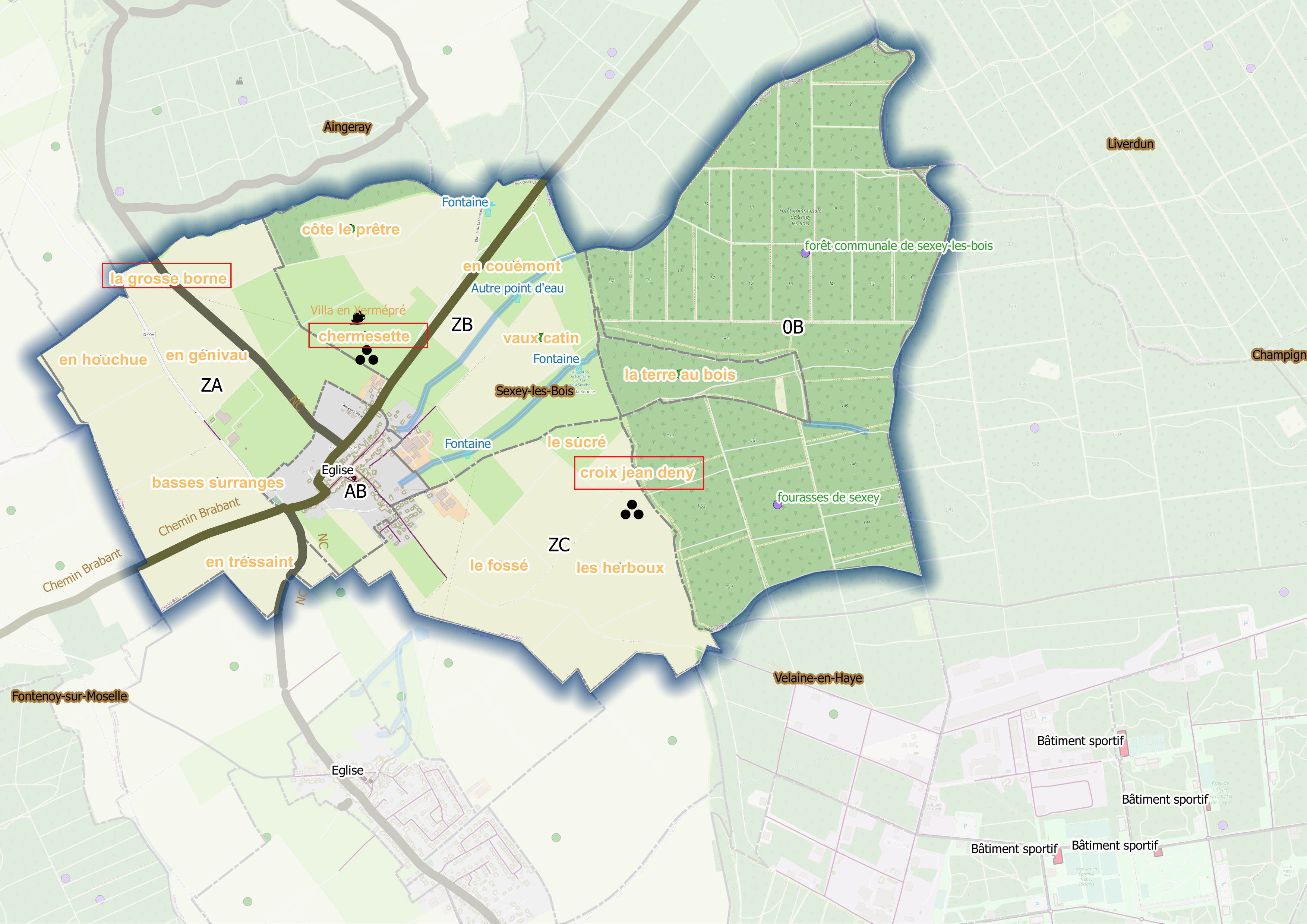
Fig1 - Sexey-les-bois (ban communal)

D’après les données Corine land Cover, le ban communal de 687 hectares comprend en 2011, près de 52% de terres arables et de prairies, 40% de forêt et 8% de zones agricoles hétérogènes Le territoire est arrosé par des cours d'eau intermittents non recensés par le SANDRE (cf Fig 1)
Situé à 265 mètres d'altitude, le village de Sexey-les-Bois a plutôt l'aspect d'un village-rue sur la route départementale (90A) Aingeray-Liverdun.
Les chroniques historiques  signalent un ancien chemin traversant la commune (parfois nommé Chemin Brabant car ce dernier a fait partie de la Lotharingie)

### Communes limitrophes
| Aingeray             | Aingeray        | Liverdun        |
| Aingeray             | Sexey-les-bois  | Velaine-en-haye |
| Fontenoy-sur-Moselle | Velaine-en-haye | Velaine-en-haye |

## Toponymie
Le nom de la localité est attesté sous les formes Cirseium (965) ; Cirseid (968) ; Sessiacum cum sylva (1050) ; Sirceium (1137) ; Sexei-de-lez-Villennes (1279) ; Sixey (1322) ; Sexey-près-de-Gondreville (1339) ; Sixeyum (1402) ; Xexey (1424) ; Sexey-en-Hey (1527) ; Sexey-là-les-Bois (1536) ; Sexey-aux-Bois (1592) ; Xexey-au-Bois (1592) ; Sexey-oultre-les-Bois (1596) ; Sexey-lès-Velaine et Sexey-lès-Gondreville (1708) ; Sexey-aux-Bois ou Sexey-en-Haye (1719).

Composé de l'anthroponyme latin Cercius ou Circius (alors que Sexey-aux-Forges vient de Sessius) et du suffixe -acum, formation typique de l'Antiquité tardive.
Le village s'est appelé Sexey-en-Hey en 1527, mais aussi Sexey-aux-Bois en 1592.
Sur la carte des Naudin établit entre  1728 à 1739 par une équipe d’ingénieurs géographes appartenant à l’atelier versaillais des Naudin, on peut apercevoir le nom de " Xeres au bois".
L’étude de la micro-toponymie sur les cartes fait remarquer l'existence possible d'une borne de limite ou d'une pierre dressée au lieu-dit La grosse borne (fig 1) .Le lieu-dit Xermépré, signalé dans les chroniques historiques, pourrait correspondre au lieu-dit actuel Chermesette car dans les patois lorrains, le son "Ch" est aussi orthographié "X".(fig 1)

## Histoire
J. Beaupré signale dans son ouvrage la présence de substructions et tuiles (tegulae) au lieu-dit Xermépré normalement caractéristique des établissements agricoles gallo-romains.

### Moyen Âge
H. Lepage précise :
«Village indiqué sous le nom de Cerseium dès 965 (D. T.). Les Templiers, selon la tradition, y ont possédé des biens et en particulier une maison appartenant aujourd'hui à M.Davrainville, maire»
E. Grosse en parlait ainsi dans son dictionnaire statistique en 1836 :
«Ce village, appelé aussi Sexeium, était compris dans le comté de Fontenoy, office de Gondreville , bailliage de Nancy, généralité et parlement de cette ville, avec les coutumes de Lorraine. Ce lieu est fort ancien ; il en est parlé dans une charte du roi Pépin, ainsi que du hameau de Molzey qui est dans son voisinage.»

### Epoque moderne
- Dommages au cours de la Seconde Guerre mondiale.[réf. nécessaire]
- Le 1er janvier 2019, la commune fusionne avec Velaine-en-Haye pour former la commune nouvelle de Bois-de-Haye dont la création est actée par un arrêté préfectoral du 2 novembre 2018[14].

### Anecdotes
- Le pâtre Maury Jean a été brûlé pour actes de sorcellerie en 1588.[réf. nécessaire]

### Liste des curés
| Liste des curés |                                       |
| Période         | Identité                              |
| en 1657         | Claude Huin                           |
| en 1728         | A. Chamoy (également curé d'Aingeray) |
| en 1770         | Fringant (vicaire)                    |
| en 1772         | Moucherel                             |

## Politique et administration

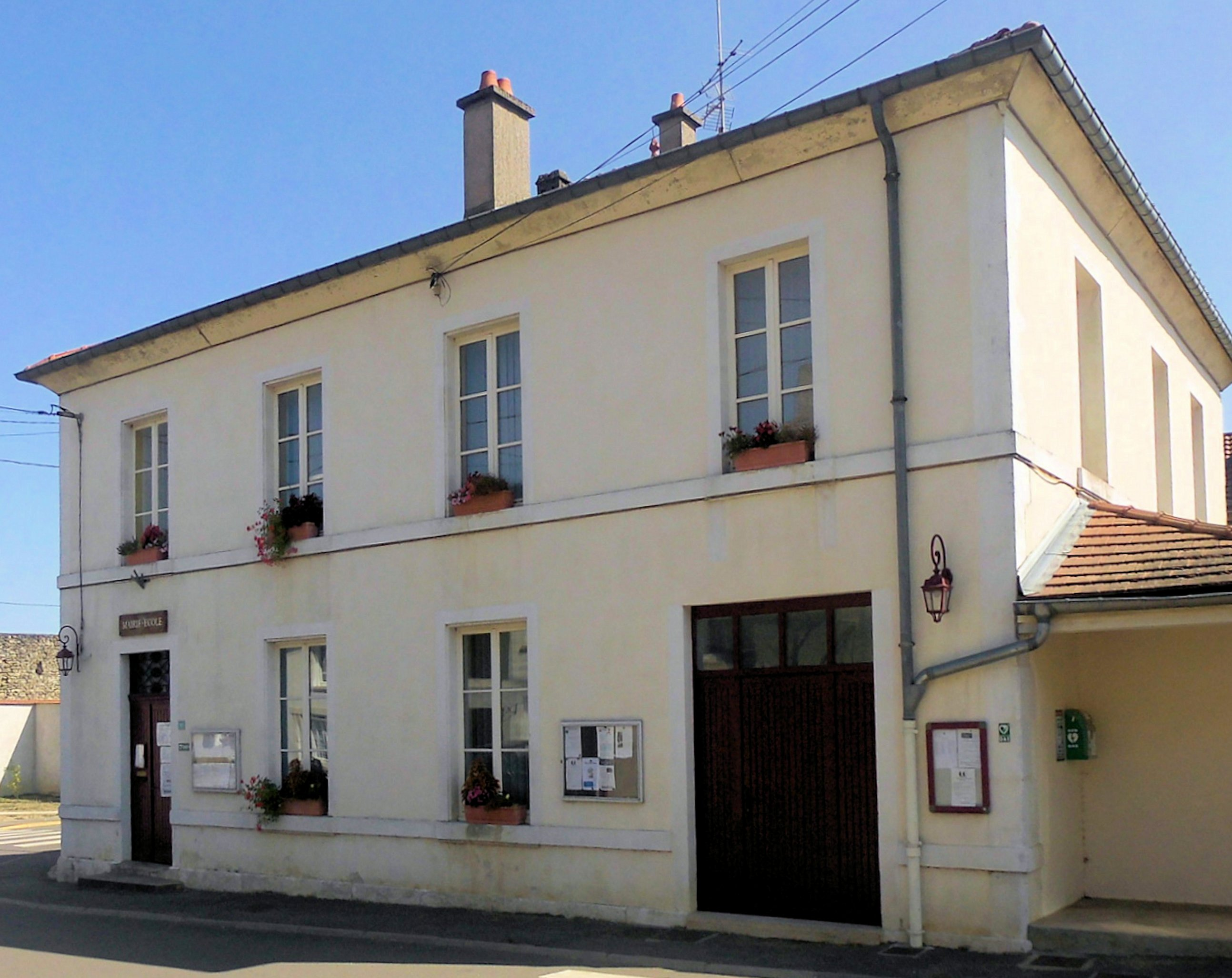
L'ancienne mairie-école.

| Période                                  | Période                     | Identité        | Étiquette | Qualité |
| ---------------------------------------- | --------------------------- | --------------- | --------- | ------- |
| Les données manquantes sont à compléter. |                             |                 |           |         |
| 1728                                     |                             | Joseph Bron     |           |         |
| avant 1981                               | ?                           | Raymond Munch   |           |         |
| 1989                                     | 2006                        | Bernard Parisse |           |         |
| mars 2006                                | En cours (au 16 avril 2014) | Xavier Richard  |           |         |

## Population et société

### Démographie
L'évolution du nombre d'habitants est connue à travers les recensements de la population effectués dans la commune depuis 1793. Pour les communes de moins de 10 000 habitants, une enquête de recensement portant sur toute la population est réalisée tous les cinq ans, les populations de référence des années intermédiaires étant quant à elles estimées par interpolation ou extrapolation. Pour la commune, le premier recensement exhaustif entrant dans le cadre du nouveau dispositif a été réalisé en 2007.

En 2016, la commune comptait 370 habitants, en évolution de +1,09 % par rapport à 2010 (Meurthe-et-Moselle : −0,13 %, France hors Mayotte : +2,11 %).
| 1793 | 1800 | 1806 | 1821 | 1831 | 1836 | 1841 | 1846 | 1851 |
| ---- | ---- | ---- | ---- | ---- | ---- | ---- | ---- | ---- |
| 369  | 355  | 385  | 387  | 404  | 443  | 451  | 488  | 478  |

| 1856 | 1861 | 1872 | 1876 | 1881 | 1886 | 1891 | 1896 | 1901 |
| ---- | ---- | ---- | ---- | ---- | ---- | ---- | ---- | ---- |
| 456  | 471  | 470  | 478  | 458  | 428  | 412  | 399  | 368  |

| 1906 | 1911 | 1921 | 1926 | 1931 | 1936 | 1946 | 1954 | 1962 |
| ---- | ---- | ---- | ---- | ---- | ---- | ---- | ---- | ---- |
| 373  | 351  | 313  | 315  | 304  | 295  | 234  | 221  | 275  |

| 1968 | 1975 | 1982 | 1990 | 1999 | 2006 | 2007 | 2012 | 2016 |
| ---- | ---- | ---- | ---- | ---- | ---- | ---- | ---- | ---- |
| 261  | 246  | 266  | 291  | 315  | 347  | 351  | 360  | 370  |

## Économie
E. Grosse esquisse le portrait d'une économie purement agricole au XIXe siècle :
«681 hect., dont 300 en labours, 220 en forêts, 25 en prés; 9 hect. non imposables»

### Secteur primaire ouAgriculture
Le secteur primaire comprend, outre les exploitations agricoles et les élevages, les établissements liés à l’exploitation de la forêt et les pêcheurs.
D'après le recensement agricole 2010 du Ministère de l'agriculture (Agreste), la commune de Sexey-les-bois était majoritairement orientée  sur la polyculture et le poly - élevage (auparavant même production ) sur une surface agricole utilisée d'environ 950 hectares (surface cultivable communale) en nette augmentation depuis 1988 - Le cheptel en unité de gros bétail s'est maintenu à 630 entre 1988 et 2010. Il y avait encore 7 (8 en 1988) exploitation(s) agricole(s) ayant leur siège dans la commune employant 10 unité(s) de travail, (jusqu'à 14 auparavant) ce qui plaçait la commune parmi les rares dont l'activité agricole était en croissance.

## Culture locale et patrimoine

### Lieux et monuments
- Église reconstruite après 1945.

### Héraldique
| Blason de Sexey-les-Bois | Blason  | Blasonnement : burelé d’argent et de gueules à la bande d’or chargée de trois alérions de gueules accompagnée en chef d’un arbre de sinople et en pointe d’une gerbe de blé d’or. |
| Blason de Sexey-les-Bois | Détails | Le statut officiel du blason reste à déterminer. |